# Biélorussie aux Jeux paralympiques d'hiver de 2018
La Biélorussie participe Jeux paralympiques d'hiver de 2018 à Pyeongchang, en Corée du Sud, du 9 au 18 mars 2018. Il s'agit de la septième participation de ce pays aux Jeux paralympiques d'hiver.